# Бабуркин
Бабу́ркин — русская фамилия; женская форма — Бабу́ркина.

## Происхождение
Фамилия Бабуркин произошла от уменьшительного к Бабу́ре имени Бабу́рка.
Прозвищное имя «Бабура» связано с нарицательным словом «бабура» с многими значениями: бабурить — «говорить»; бабура — ласкательное к «бабушка», «мотылёк», «кость для игры в бабки», «рыба подкаменщик»; бабурка — «зольник», загнёт в русской печи, куда отгребают жар.
Другой равноправный вариант фамилии с суффиксом -ов — Бабу́рков.